# 1961年—1970年載人航天飛行列表
這是一個1961年－1970年的完整載人航天飛行列表，其中包括東方計畫及上升計畫，開始蘇聯聯盟計畫、美國水星計畫和雙子星座計畫和首次登月的阿波羅計畫。
- 註：美國載人航天飛行的最低高度為50英里，但國際航空聯合會的定義為100公里。在1960年代，X-15試驗機共有13架次達美國的標準，但其中只有兩架次符合國際航空聯合會的定義，這列表只包括那兩架次。

- 紅色 表示飛行失敗
- 綠色 表示亞軌道飛行(包括飛行未能到預定軌道)
- 灰色 表示飛行曾經登月

| #  | 機組人員                                                                                           | 發射                                | 連接                                | 連接                                | 返回                                | 任務簡述 |
| -- | -------------------------------------------------------------------------------------------------- | ----------------------------------- | ----------------------------------- | ----------------------------------- | ----------------------------------- | --- |
| 1  | 尤里·阿列克谢耶维奇·加加林                                                                         | 1961年4月12日 東方一號              | 1961年4月12日 東方一號              | 1961年4月12日 東方一號              | 1961年4月12日 東方一號              | 首次载人航天; 完成一个地球轨道 |
| 2  | 艾伦·谢泼德 (1)                                                                                    | 1961年5月5日 水星-红石3号           | 1961年5月5日 水星-红石3号           | 1961年5月5日 水星-红石3号           | 1961年5月5日 水星-红石3号           | 美國首次載人航天; 亞軌道飛行 (116英里)。 这次任务也是过去国际航空联合会定义的第一个"完成"的轨道航天飞行，因为与苏联的東方一號任务不同，飞行员是在留在航天器内降落的。  |
| 3  | 古斯·格里森 (1)                                                                                    | 1961年7月21日 水星-红石4号          | 1961年7月21日 水星-红石4号          | 1961年7月21日 水星-红石4号          | 1961年7月21日 水星-红石4号          | 第二之美國亞軌道飛行 (118英里) |
| 4  | 戈尔曼·季托夫                                                                                      | 1961年8月6日 東方二號               | 1961年8月6日 東方二號               | 1961年8月7日 東方二號               | 1961年8月7日 東方二號               | 為期一天的飛行; 完成17個地球軌道; 試驗手動控制 |
| 5  | 约翰·格伦 (1)                                                                                      | 1962年2月20日 水星-宇宙神6号        | 1962年2月20日 水星-宇宙神6号        | 1962年2月20日 水星-宇宙神6号        | 1962年2月20日 水星-宇宙神6号        | 美國首次載人軌道飛行; 完成3個地球軌道。 这次任务也是过去国际航空联合会定义的第一个"完成"的轨道航天飞行，因为与当代苏联的东方号任务不同，飞行员是在留在航天器内降落的。 |
| 6  | 斯科特·卡彭特                                                                                      | 1962年5月24日 水星-宇宙神7号        | 1962年5月24日 水星-宇宙神7号        | 1962年5月24日 水星-宇宙神7号        | 1962年5月24日 水星-宇宙神7号        | 首次manual retrofire 從太空攝影地球及研究在失重狀態下的液體 |
| 7  | 安德里扬·格里戈里耶维奇·尼古拉耶夫 (1)                                                             | 1962年8月11日 東方三號              | 1962年8月11日 東方三號              | 1962年8月15日 東方三號              | 1962年8月15日 東方三號              | 首次有兩部航天器於同步軌道中 |
| 8  | 帕维尔·罗曼诺维奇·波波维奇 (1)                                                                     | 1962年8月12日 東方四號              | 1962年8月12日 東方四號              | 1962年8月15日 東方四號              | 1962年8月15日 東方四號              | 首次有兩部航天器於同步軌道中 |
| 9  | 瓦尔特·施艾拉 (1)                                                                                  | 1962年10月3日 水星-宇宙神8号        | 1962年10月3日 水星-宇宙神8号        | 1962年10月3日 水星-宇宙神8号        | 1962年10月3日 水星-宇宙神8号        | 首次水星任務 |
| 10 | 戈尔登·库勃 (1)                                                                                    | 1963年5月15日 水星-宇宙神9号        | 1963年5月15日 水星-宇宙神9号        | 1963年5月16日 水星-宇宙神9号        | 1963年5月16日 水星-宇宙神9号        | 首次從電視直播美國宇航員 |
| 11 | 瓦列里·贝科夫斯基 (1)                                                                              | 1963年6月14日 東方五號              | 1963年6月14日 東方五號              | 1963年6月19日 東方五號              | 1963年6月19日 東方五號              | 測試最長於太空 |
| 12 | 瓦莲京娜·捷列什科娃                                                                                | 1963年6月16日 东方六号              | 1963年6月16日 东方六号              | 1963年6月19日 东方六号              | 1963年6月19日 东方六号              | 首個到太空的女性 |
| 13 | 約瑟·A·沃克                                                                                        | 1963年7月19日 Flight 90, X-15試驗機 | 1963年7月19日 Flight 90, X-15試驗機 | 1963年7月19日 Flight 90, X-15試驗機 | 1963年7月19日 Flight 90, X-15試驗機 | 首部到太空的有翼機*; 達海拔106公里 |
| 14 | 約瑟·A·沃克                                                                                        | 1963年8月22日 Flight 91, X-15試驗機 | 1963年8月22日 Flight 91, X-15試驗機 | 1963年8月22日 Flight 91, X-15試驗機 | 1963年8月22日 Flight 91, X-15試驗機 | 達海拔108公里 艾倫成為首個人兩次到太空 X-15 #3, serial 56-6672成為首部飛機兩次到太空                                                                                   |
| 15 | 弗拉基米尔·米哈伊洛维奇·科马罗夫 (1) 康斯坦丁·彼得罗维奇·费奥克蒂斯托夫 鲍里斯·鲍里索维奇·叶戈罗夫 | 1964年10月12日 上升1号              | 1964年10月12日 上升1号              | 1964年10月13日 上升1号              | 1964年10月13日 上升1号              | 首次多人飛行 生物醫學研究 |
| 16 | 阿列克谢·列昂诺夫 (1) 帕维尔·别利亚耶夫                                                            | 1965年3月18日 上升2号               | 1965年3月18日 上升2号               | 1965年3月19日 上升2号               | 1965年3月19日 上升2号               | 首次艙外活動 |
| 17 | 古斯·格里森 (2) 约翰·杨 (1)                                                                        | 1965年3月23日 双子座3号             | 1965年3月23日 双子座3号             | 1965年3月23日 双子座3号             | 1965年3月23日 双子座3号             | 首先進行軌道變換 |
| 18 | 詹姆斯·麦克迪维特 (1) 爱德华·怀特                                                                  | 1965年6月3日 双子座4号              | 1965年6月3日 双子座4号              | 1965年6月7日 双子座4号              | 1965年6月7日 双子座4号              | 首次美國艙外活動 |
| 19 | 戈尔登·库勃 (2) 皮特·康拉德 (1)                                                                    | 1965年8月21日 双子座5号             | 1965年8月21日 双子座5号             | 1965年8月29日 双子座5号             | 1965年8月29日 双子座5号             | 首次一星期的載人飛行 |
| 20 | 弗兰克·博尔曼 (1) 吉姆·洛弗尔 (1)                                                                  | 1965年12月4日 双子座7号             | 1965年12月4日 双子座7号             | 1965年12月18日 双子座7号            | 1965年12月18日 双子座7号            | 首次兩星期的載人飛行 首次太空交接,與双子座6A号 |
| 21 | 瓦尔特·施艾拉 (2) 托马斯·斯塔福德 (1)                                                              | 1965年12月15日 双子座6A号           | 1965年12月15日 双子座6A号           | 1965年12月16日 双子座6A号           | 1965年12月16日 双子座6A号           | 首次太空交接,與双子座7号 |
| 22 | 尼尔·阿姆斯特朗 (1) 大卫·斯科特 (1)                                                                | 1966年3月16日 双子座8号             | 1966年3月16日 双子座8号             | 1966年3月17日 双子座8号             | 1966年3月17日 双子座8号             | 首次与无人飞行器对接 |
| 23 | 托马斯·斯塔福德 (2) 尤金·塞尔南 (1)                                                                | 1966年6月3日 双子座9A号             | 1966年6月3日 双子座9A号             | 1966年6月6日 双子座9A号             | 1966年6月6日 双子座9A号             | 首先後備機組人員進行飛行任務 |
| 24 | 约翰·杨 (2) 迈克尔·科林斯 (1)                                                                      | 1966年7月18日 双子座10号            | 1966年7月18日 双子座10号            | 1966年7月21日 双子座10号            | 1966年7月21日 双子座10号            | 首次與兩個不同的航天器交接 |
| 25 | 皮特·康拉德 (2) 理查德·戈尔登 (1)                                                                  | 1966年9月12日 双子座11号            | 1966年9月12日 双子座11号            | 1966年9月15日 双子座11号            | 1966年9月15日 双子座11号            | 执行月球任务之前的高度紀錄 (1374公里) |
| 26 | 吉姆·洛弗尔 (2) 巴兹·奥尔德林 (1)                                                                  | 1966年11月11日 双子座12号           | 1966年11月11日 双子座12号           | 1966年11月15日 双子座12号           | 1966年11月15日 双子座12号           | 首次手动太空交会 進行繁雜的科學實驗 |
| 27 | 弗拉基米尔·米哈伊洛维奇·科马罗夫 (2)                                                               | 1967年4月23日 联盟1号               | 1967年4月23日 联盟1号               | 1967年4月24日 联盟1号               | 1967年4月24日 联盟1号               | 返回時墜毀; 首次航天飛行期間死亡 |
| 28 | 瓦尔特·施艾拉 (3) 唐·埃斯利 瓦尔特·康尼翰                                                          | 1968年10月11日 阿波罗7号            | 1968年10月11日 阿波罗7号            | 1968年10月22日 阿波罗7号            | 1968年10月22日 阿波罗7号            | 首次美國三人飛行 於阿波羅1號災難20個月後發射 |
| 29 | 格奥尔吉·别列戈沃伊                                                                                | 1968年10月26日 联盟3号              | 1968年10月26日 联盟3号              | 1968年10月30日 联盟3号              | 1968年10月30日 联盟3号              | 未能登上聯盟2號太空站 |
| 30 | 弗兰克·博尔曼(2) 吉姆·洛弗尔 (3) 威廉·安德斯                                                       | 1968年12月21日 阿波罗8号            | 1968年12月21日 阿波罗8号            | 1968年12月27日 阿波罗8号            | 1968年12月27日 阿波罗8号            | 首次載人月球軌道 |
| 31 | 弗拉基米尔·亚历山德罗维奇·沙塔洛夫 (1)                                                             | 1969年1月14日 联盟4号               | 1969年1月14日 联盟4号               | 1969年1月17日 联盟4号               | 1969年1月17日 联盟4号               | 首次機組人員交換航天器 首次對接兩人航天器 |
| 32 | 阿列克谢·斯坦尼斯拉沃维奇·叶利谢耶夫 (1) 叶夫根尼·赫鲁诺夫                                         | 1969年1月15日 联盟5号               | 1969年1月15日 联盟5号               | 1969年1月17日 联盟4号               | 1969年1月17日 联盟4号               | 首次機組人員交換航天器 首次對接兩人航天器 |
| 32 | 鲍里斯·沃雷诺夫 (1)                                                                                | 1969年1月15日 联盟5号               | 1969年1月15日 联盟5号               | 1969年1月18日 联盟5号               | 1969年1月18日 联盟5号               | 首次機組人員交換航天器 首次對接兩人航天器 |
| 33 | 詹姆斯·麦克迪维特 (2) 大卫·斯科特 (2) 拉塞尔·施威卡特                                              | 1969年3月3日 阿波罗9号              | 1969年3月3日 阿波罗9号              | 1969年3月13日 阿波罗9号             | 1969年3月13日 阿波罗9号             | 在低地球軌道測試登月艙 |
| 34 | 托马斯·斯塔福德 (3) 约翰·杨 (3) 尤金·塞尔南 (2)                                                    | 1969年5月18日 阿波罗10号            | 1969年5月18日 阿波罗10号            | 1969年5月26日 阿波罗10号            | 1969年5月26日 阿波罗10号            | 在低地球軌道測試登月艙 |
| 35 | 尼尔·阿姆斯特朗 (2) 迈克尔·科林斯 (2) 巴兹·奥尔德林 (2)                                            | 1969年7月16日 阿波罗11号            | 月球                                | 月球                                | 1969年7月24日 阿波罗11号            | 首次登月 |
| 36 | 格奥尔基·绍宁 瓦列里·库巴索夫 (1)                                                                  | 1969年10月11日 联盟6号              | 1969年10月11日 联盟6号              | 1969年10月16日 联盟6号              | 1969年10月16日 联盟6号              | 首次有三部载人航天器於軌道中 |
| 37 | 阿纳托利·菲利普琴科 (1) 弗拉季斯拉夫·尼古拉耶维奇·沃尔科夫 (1) 維克托·戈爾巴特科 (1)               | 1969年10月12日 聯盟7號              | 1969年10月12日 聯盟7號              | 1969年10月17日 聯盟7號              | 1969年10月17日 聯盟7號              | 首次有三部载人航天器於軌道中 |
| 38 | 弗拉基米尔·亚历山德罗维奇·沙塔洛夫 (2) 阿列克谢·斯坦尼斯拉沃维奇·叶利谢耶夫 (2)                    | 1969年10月13日 联盟8号              | 1969年10月13日 联盟8号              | 1969年10月18日 联盟8号              | 1969年10月18日 联盟8号              | 首次有三部载人航天器於軌道中 |
| 39 | 皮特·康拉德 (3) 理查德·戈尔登 (2) 艾伦·宾 (1)                                                      | 1969年11月14日 阿波罗12号           | 月球                                | 月球                                | 1969年11月24日 阿波罗12号           | 第二次登月 精確登陸於測量員3號附近 |
| 40 | 吉姆·洛弗尔 (4) 杰克·斯威格特 弗莱德·海斯                                                          | 1970年4月11日 阿波罗13号            | 1970年4月11日 阿波罗13号            | 1970年4月17日 阿波罗13号            | 1970年4月17日 阿波罗13号            | 登月途中發生爆炸損壞了航天器 |
| 41 | 安德里扬·格里戈里耶维奇·尼古拉耶夫 (2) 维塔利·谢瓦斯季亚诺夫 (1)                                   | 1970年6月1日 联盟9号                | 1970年6月1日 联盟9号                | 1970年6月19日 联盟9号               | 1970年6月19日 联盟9号               | 調查影響了復來的航天飛行 單一航天器的任務期限記錄 |